# جانسو كوكسال
جانسو كوكسال (بالتركية: Cansu Köksal)‏ مواليد 28 أبريل 1994 في إسطنبول، هي لاعبة كرة سلة تركية. تلعب في الدوري التركي لكرة السلة للسيدات. وتحمل الرقم 6. يبلغ طولها 6 قدم 2 بوصة (1.9 م). لعبت مع نادي فنربخشة لكرة السلة للسيدات ونادي غلطة سراي لكرة السلة للسيدات.

## روابط خارجية
- جانسو كوكسال على موقع الاتحاد الدولي لكرة السلة (الإنجليزية)
- جانسو كوكسال على موقع كرة السلة الأوروبية.كوم (الإنجليزية)
- جانسو كوكسال على موقع بروبوليرز (الإنجليزية)